# Miturga necator
Espèce
Synonymes
- Clubiona necator Walckenaer, 1837

Miturga necator est une espèce d'araignées aranéomorphes de la famille des Miturgidae.

## Distribution
Cette espèce est endémique de Tasmanie en Australie.

## Publication originale
- Walckenaer, 1837 : Histoire naturelle des insectes. Aptères. Paris, vol. 1, p. 1-682 (texte intégral).